# 進歩地域の会 (フランスの政党)
進歩地域の会（Territoires de progrès、英: Territories of Progress）は、フランスの政党。中道左派の社会民主主義政党である。
略称は"TDP"又は"TdP"。
発足時から、共和国前進等と連立を形成して政権与党を担っている。

## 概説
2020年1月、当時大臣であったジャン＝イブ・ル・ドリアンとオリビエ・デュソップが結成した。クレマン・ボーヌやオリビエ・ベランといったマクロン政権に所属していた他の大臣等も入党し、ル・ドリアンとデュソップを中心として、マクロン政権会派に属するかつて社会党に所属していた議員を再集結させるものとなった。2021年10月から、デュソップが代表を務めている。TdPは、大統領会派の社会民主主義陣営を構成している。
党員のエリザベット・ボルヌが、2022年5月16日、第2次エマニュエル・マクロン政権の首相になった。

## 党名
公式名称は、Territoires de progrès – Mouvement social-réformiste（進歩地域の会－社会改革運動）。

## 役職

### 党役員[1]
| 役職             | 氏名                     | 所属                                       |
| ---------------- | ------------------------ | ------------------------------------------ |
| 代表             | オリビエ・デュソップ     | 国民議会議員                               |
| 代表代行         | グザビエ・ヤコベッリ     | 元老院議員                                 |
| 事務総長         | フェリックス・メイセン   |                                            |
| 総務会長         | エマニュエル・バルゴン   | イル＝ド＝フランス地域圏議会議員           |
| 副代表兼報道員   | ナジャワ・エル・アイト   | エブリー市助役                             |
| 副代表兼報道員   | エミリー・シャラス       | 国民議会議員                               |
| 副代表兼報道員   | エルギュン・トパルスラン |                                            |
| 国民議会議員会長 | オロール・ベルジェ       | 国民議会議員（ルネッサンス会派代表として） |
| 元老院議員会長   | フランソワ・パトリア     | 元老院議員                                 |
| 欧州議会議員会長 | ステファヌ・セジュルネ   | 欧州議会議員                               |